# 比里吉
比里吉是巴西圣保罗州的一个市镇。总面积530.651平方公里，总人口103395人，人口密度194.8人/平方公里。